# Phreatodytes latiusculus
Phreatodytes latiusculus är en skalbaggsart som beskrevs av Uéno 1996. Phreatodytes latiusculus ingår i släktet Phreatodytes och familjen grävdykare. Inga underarter finns listade i Catalogue of Life.